# 日本丸 (2代)
日本丸（にっぽんまる、英語: Nippon Maru）は、海技教育機構が保有する航海練習船。日本を代表する大型帆船（機帆船）である。本項では、1984年（昭和59年）に竣工した2代目（日本丸II世）を取り扱う。

## 概要
初代日本丸の後継として、1984年（昭和59年）に日本丸II世が就航した。日本丸II世は帆装艤装設計から製作まで、すべて日本国内で行われた初の大型帆船である。住友重機械工業浦賀工場で建造された。
先代の日本丸よりも総トン数で500トン以上も上回る。船体は全通船楼型で、帆装形式は先代と同じく4本マストのバーク型である。船体は高い帆走性能を発揮できるよう、各種の水槽試験を経て線図が作成された。
先代の日本丸に比べて帆走性能が大幅に向上しており、世界でも有数の高速帆船として名をつらねている。その年で最速の帆船に贈られる「ボストン・ティーポットトロフィー」を1986年（昭和61年）、1989年（平成元年）、1993年（平成5年）と3回受賞している。
なお、日本丸II世と姉妹船の海王丸II世（1989年（平成元年）就航）を見分けるための大きな違いは、船体横（舷側）の青いラインの数と舳先にある船首像である。青いラインが濃く1本が日本丸II世、薄い青で2本が海王丸II世、日本丸II世の船首像は手を合わせて祈る女性の姿をしており、「藍青（らんじょう）」と名付けられている。海王丸II世の船首像は横笛を吹く女性で、「紺青（こんじょう）」と名付けられている。

## 設計
4檣バーク型帆船で、総帆数は36枚（横帆18枚、縦帆18枚）、メインマスト高は43.5 m（船楼甲板からの高さ）に達する。東京港のレインボーブリッジは、本船の通航を想定して設計されたと言われる。

## ギャラリー

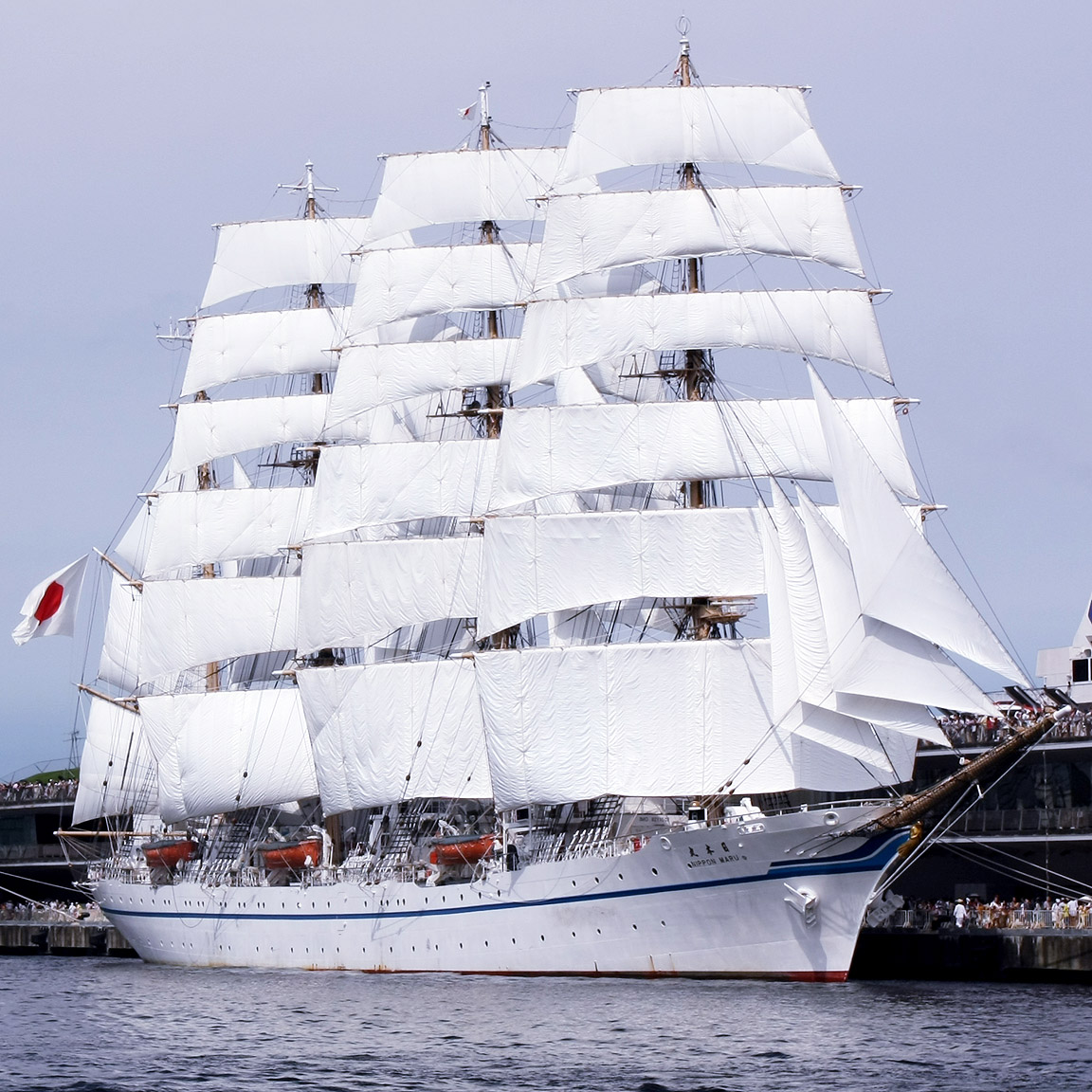
日本丸II世
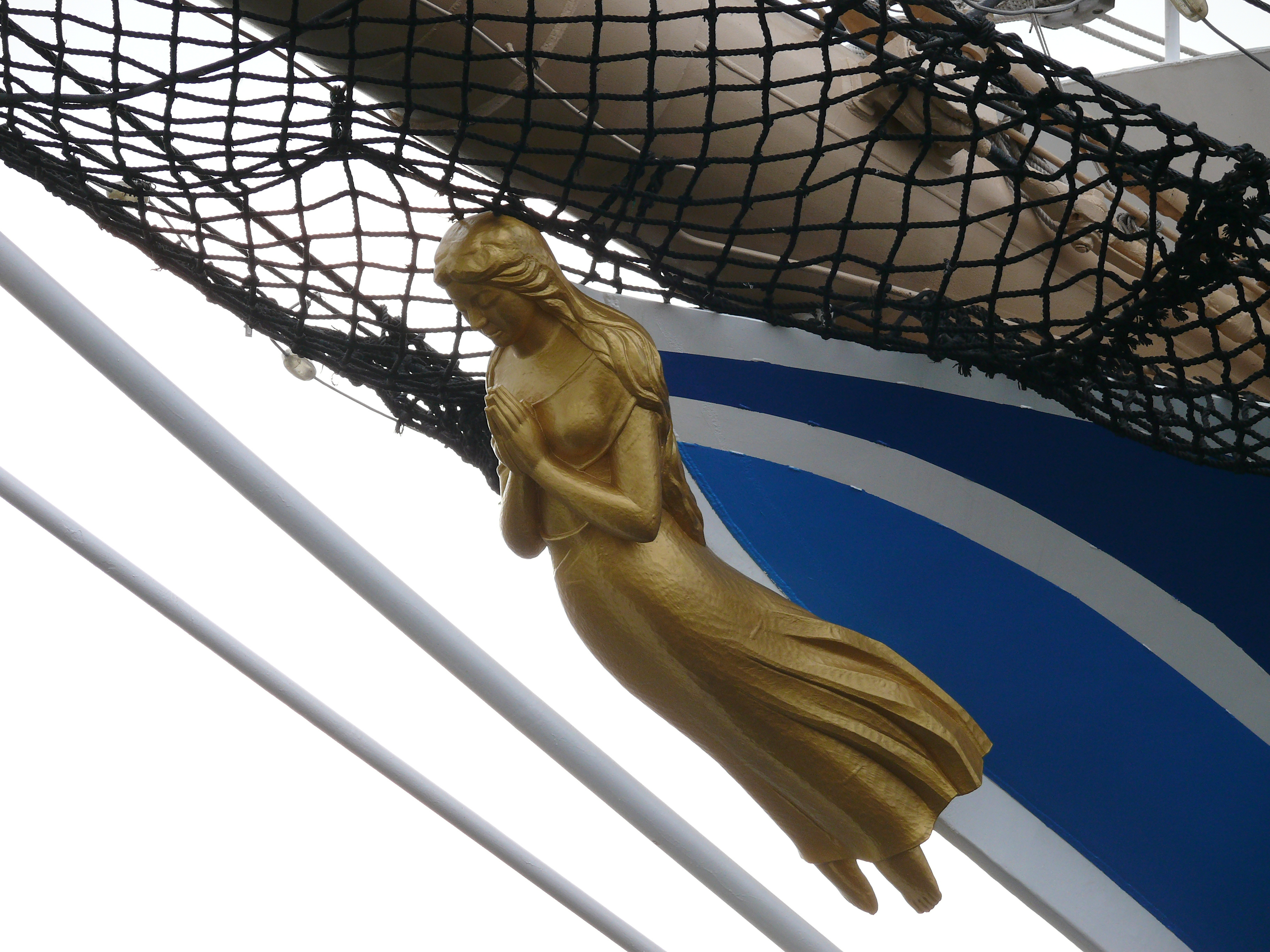
船首像「藍青」